# Obra literària
Una obra literària és una creació artística en què l'autor expressa sentiments i emocions o expressa una idea a través de les paraules. Les funcions de l'obra literària són l'entreteniment o diversió, i la didàctica o ensenyament amb la intenció de comunicar i produir goig estètic. Hi ha diversos gèneres literaris com la poesia (producció en vers); la prosa (producció sense mètrica); o el teatre (producció en diàleg per ser representat). La transmissió pot ser oral (obra que es transmet parlant), les formen els contes rondalles, llegendes i cançons. Sol ser anònima i es transmet de pares a fills; escrita (creada per autors coneguts i està pensada per ser llegida); o tàctil: quan l'obra està dirigida a lectors, està escrita amb el sistema braille. L'obra ha de seguir certes normes lingüístiques i d'utilitzar certs recursos literaris, en funció de l'època en què fou elaborada pel seu autor i en funció del gènere literari al qual pertany.

## Transmissió
Les obres literàries poden ser transmeses a través de diversos mitjans:
- Oral: Són les obres normalment anònimes que han estat transmeses de boca a orella, p. ex. de pares a fills, i que s'han reelaborat en cada generació. En formen part els contes populars, les llegendes i les cançons populars. Al nord de la Xina hi ha una forma d'entreteniment i d'educació de masses anomenada Pingshu que destaca pel seu alt grau de refinament.[1][2]
- Escrita: Les obres literàries escrites majoritàriament han estat creades per autors coneguts i el seu text es transmet amb pocs canvis (a excepció de les modificacions provocades per la censura de l'època en què es va produir, les noves edicions que publica voluntàriament el mateix autor o els canvis realitzats fins i tot per altres autors, sobretot si l'obra va quedar inconclusa en la seva primera edició).
- Tàctil: Les obres literàries dirigides a lectors cecs són transmeses a través del tacte a través del sistema Braille. Aquestes es presenten en forma escrita i no en forma gràfica, tot i que el lector utilitza el sentit del tacte per a llegir enlloc del de la vista.
- Audiovisual: en temps contemporanis les obres literaries s'han adapta als nous mitjans de comunicació de masses i són transmeses també sobre suports audiovisuals.

## Classificació
Les obres literàries es classifiquen en diversos gèneres literaris segons els temes que tractin o la seva forma.

### Lírica
Les obres literàries líriques són composicions en vers. Aquests poden ser enquadrats, si s'escau, en els següents subgèneres:
- Himne: Obres literàries en vers que volen expressar els sentiments patriòtics o religiosos de l'autor. Normalment expressa sentiments positius, d'alegria i celebració. Poden ser obres líriques o cançons que tracten sobre un esdeveniment o realitat molt elevat que pot estar dedicat a déus, sants o a una persona cèlebre; també pot estar dedicat a celebrar una victòria o un esdeveniment remarcable per a una col·lectivitat. A més a més pot ser una obra que identifica un grup social, una regió, un poble o una nació i que uneix als que l'interpreten o escolten.
- Elegia: Obra literària que expressa sentiments de dolor de l'autor. En aquestes obres s'hi lamenta una pèrdua de l'autor: la il·lusió, la vida, el temps, la mort, etc. Durant l'època greco-romana la poesia elegíaca es referia al tipus mètric utilitzat, el dístic elegíac. A l'edat medieval va sorgir l'elegia funeral (plany) que eren poemes de dol per la mort d'un personatge públic o un ésser estimat. Al segle xx fou conreada sobretot pels poetes modernistes l'elegia amorosa i l'elegia fúnebre. Als Països Catalans, l'elegia es va desenvolupar a l'edat mitjana sota les denominacions de plany, complanta o lamentació per autors com Guillem de Berguedà, Guillem de Cervera i Ramon Llull. A l'època moderna destaquen les elegies de Joan Alcover, Josep Maria López-Picó i Carles Riba i Bracons.
- Sàtira: Obra literària lírica que expressa indignació vers algú o alguna cosa amb propòsit moralitzador, lúdic o burlesc. La sàtira s'inspira en la poesia iàmbica grega i es va desenvolupar sobretot en la literatura llatina. També es troba sàtira en les arts gràfiques o escèniques. En la sàtira, addiccions, ximpleries, abusos o defectes individuals o humans són exposats a la censura a través del ridícul, derisió, paròdia, ironia o altres mètodes amb la intenció de produir millorances.[3] En llengua catalana, ja trobem obres satíriques des de l'edat medieval. També hi ha obres satíriques populars i durant la Renaixença van néixer les revistes satíriques, que continuaran sent importants a la Primera i Segona República espanyoles, així com als darrers temps del franquisme i la transició. Les auques són un subgènere popular de la sàtira.
- Ditirambe: Obres líriques corals dedicades al déu Dionís desenvolupades pel poeta Arió i que fou portat a Atenes per Lasus d'Hermione. El ditirambe es va convertir en un element de competició en els festivals dionisíacs.
- Refrany: Obra lírica que exposa, en forma de sentència, una idea de la que traspua una conclusió, ensenyament o norma de conducta. És una oració popular que sempre es diu igual i que no admet variacions. Sol utilitzar el recurs de la rima i de vegades conté metàfores.
- Oda: Obra literària lírica en vers que està destinada a lloar un personatge, lloc o idea. Va néixer a l'antiga Grècia. En català destaquen les odes de Bonaventura Carles Aribau, Jacint Verdaguer i Santaló i Joan Maragall.
- Ègloga: És una obra literària lírica que es desenvolupa mitjançant un monòleg pastoral o un diàleg en què uns pastors s'expliquen les seves penes d'amor enmig d'un paisatge ideal. Aquest subgènere posseeix motius rurals i tòpics de la poesia pastoral i va ser creat i perfeccionat en el món hel·lenístic a partir del segle iv aC.
- Cançó: És una obra literària lírica musical que conté com a mínim una melodia vocal (amb text) cantada. El text de la cançó s'anomena la lletra. Aquesta és un text poètic amb una estructura mètrica de gran regularitat i amb una rima clara. Tot i això, també hi ha cançons religioses amb lletra en prosa.
- Romanç: És un tipus de composició poètica compost d'una sèrie de versos heptasíl·labs amb rima assonant en els versos parells. S'originà en la cançó de gesta de la qual es destacaven fragments que van acabar esdevenint poemes independents.
- Balada: Una balada és una obra literària lírica de gènere trobadoresc que tenia la finalitat d'estar ballada.
- Sonet: Un tipus d'estrofa poètica d'origen italià que està composta per catorze versos amb síl·labes variables que estan organitzats en quatre estrofes, dos quartets i dos tercets. Respecte al contingut, en el primer quartet es presenta el tema del sonet, en el segon es desenvolupa, en el primer tercet es reflexiona sobre la idea central i el segon, més emotiu, remata el tema amb una reflexió greu o un sentiment profund. En la llengua catalana l'utilitza per primera vegada Pere Torroella i el seu màxim exponent és Pere Serafí.
- Salm: Obre poètica destinada a ser cantada. En l'actualitat només designa certs poemes religiosos inclosos en la Bíblia.

### Èpica
Les obres literàries èpiques també estan escrites en vers. Recullen les gestes dels déus i els herois. La seva forma d'expressió tradicional foren els poemes èpics que tenien la finalitat d'exaltar el propi poble o país. També hi ha obres èpiques orals que no estaven escrites i que eren explicades pels rapsodes. Més tard, també es van escriure obres èpiques en prosa, incorporant elements de descripció i diàleg i van conformar primer la Novel·la de cavalleries i posteriorment la Fantasia heroica.
El gènere literari èpic té els següents subgèneres:
- Epopeia: Les epopeies foren escrites pels sumeris, grecs, romans, hinduistes i perses per alabar les gestes d'un heroi arquetípic que representava els valors tradicionals col·lectius de la seva nació i d'altres personatges com déus i homes. Aquestes obres incloïen elements fantàstics.

- Cantar de gesta: Un cantar de gesta és una obra èpica medieval en la que hi comencen a escassejar els elements divins i fantàstics. També serveix per a fomentar un heroi nacional.
- Llibres de cavalleries: Els Llibres de cavalleries són un subgèneres èpic protagonitzat per un personatge vulgar que ironitza sobre els herois.
- Contes tradicionals: Els contes tradicionals són narracions anònimes de caràcter oral que normalment s'expliquen als nens. Durant els segles xviii i xix, van començar a compilar-se i a editar-se en llibres.
- Llegenda: Una llegenda és una obra literària en vers o en prosa característica del segle xix i que narra fets amb alguna base històrica verídica però amb un contingut inventat lliure.
- Mite: Els mites són unes obres literàries èpiques curtes que tenen una funció cognoscitiva, explicativa o etiològica i que tenen un caràcter al·legòric. S'hi parla sobre personatges divins o extraordinaris que formen part de les creences d'un poble.
- Relat: Un relat és una narració curta escrita per un autor conegut que té pocs personatges i més senzill que la novel·la clàssica.
- Fantasia heroica o èpica: La fantasia heroica és un subgènere de les obres èpiques que, a banda de la literatura, també està present en els còmics, el cinema fantàstic i els jocs de rol. Està caracteritzada per la presència d'éssers mitològics o fantàstics, una ambientació fictícia de caràcter medieval o antic amb un fort component màgic o èpic.[4]

### Dramàtica
Les obres literàries dramàtiques expliquen històries representant-les davant de públic. Els subgèneres dramàtics són:
- Tragèdia: Són obres dramàtiques protagonitzades per personatges víctimes de passions extremes i que té el seu màxim exponent en el teatre grec. Té un final desesperat o trist. en els segles xvi i xvii William Shakespeare va triomfar amb aquest subgènere. A part del teatre, també hi ha tragèdies al cinema.
- Comèdia: És un subgènere dramàtic oposat a l'anterior que es caracteritza per mantenir un to optimista amb un final feliç i per tenir elements d'humor o d'ironia.[5] Algunes vegades es construeix una comèdia com a paròdia d'una altra obra. Hi ha diversos tipus de comèdies: humor negre, comèdia de caràcters o estereotips, comèdia de costums, Commedia dell'arte, successió de gags, slapstick, comèdia surrealista o de l'absurd, paròdia i sàtira, farsa, comèdia d'enginy o de jocs verbals i la comèdia romàntica. A banda de ser un gènere teatral, la comèdia també és un gènere cinematogràfic.
- Drama: És un gènere dramàtic que barreja la tragèdia i la comèdia i que es divideix en gèneres realistes i no realistes. Aquestes obres són ficcions o situacions de la vida real complexes i difícils que tenen un final favorable o feliç. La paraula prové del drama satíric de l'Antiga Grècia, estretament associat a la tragèdia. Els drames satírics es representaven en honor del déu Dionís. L'únic drama satíric complet grec que es conserva és El Cíclop d'Eurípides. Al segle xviii va sorgir el drama burgès i el drama romàntic.
- Hi ha altres subgèneres dramàtics posteriors: acte sacramental, entremès, sainet, tragicomèdia, peça, melodrama, obra didàctica i farsa. En el teatre contemporani hi ha els següents estils: teatre de l'absurd, teatre existencialista, teatre surrealista, teatre realista, teatre èpic, teatre de la crueltat, teatre social, teatre d'agitació, teatre de vanguarda i teatre experimental.

### Narrativa
És un gènere literari en el que l'autor vol exposar fets històrics o reals, imaginaris o fantàstics. Es basa l'obra narrativa es basa en un text que explica una història des d'un punt de vista determinat. La narrativa acostuma a estar escrita en prosa. Els textos narratius s'oposen als descriptius, als expositius (a on hi ha explicació), als instructius i als argumentatius. La narrativa, doncs, es pot trobar en textos de no ficció. La unitat mínima de la narració és un narrema.
La narrativa clàssica té els següents gèneres:
- Novel·la: Narració en prosa que té una extensió considerable, en la que es relaten les vivències d'un o més personatges. Normalment està dividida en tres parts: el punt d'arrencada, el desenvolupament dels fets i el desenllaç de la història.
- Epopeia: és un gènere èpic que normalment està escrit en vers. En la majoria d'epopeies, que estaven pensades per a la transmissió oral, s'hi explicaven els diferents episodis de les aventures d'un heroi.
- Llegenda: És una narració, oral o escrita, d'aparença més o menys històrica, que té diferents graus d'elements imaginatius o mites.
- Faula: És un relat breu de ficció, en el que els personatges són animals o plantes que parlen. Té un caràcter didàctic, normalment, ètic.
- Mite: És un relat fictici protagonitzat per personatges amb poders sobrenaturals.
- Conte: És una narració breu escrita generalment en prosa. Els contes poden ser ficticis o reals.
- Epístola: És un text escrit amb finalitats de comunicació, literàries o de predicació religiosa en el cristianisme.
- Sermó: Un sermó o Homilia és na modalitat del gènere oratori que consisteix en un discurs de tema religiós, normalment pronunciat durant la missa cristiana.

A banda, una narració pot tenir dos tipus bàsics de punts de vista: Intern, en el que el narrador participa en la història i parla en primera persona, ja que és un personatge més de la mateixa (moltes vegades n'és el protagonista) i extern, en el que el narrador és un simple observador dels fets que narra amb distància i està escrita en tercera persona.

### Didàctica
La didàctica és un gènere literari que té com a finalitat l'ensenyament o la divulgació d'idees expressades de forma artística, amb un llenguatge elaborat i recursos de la filosofia. La didàctica sol enquadrar els següents subgèneres:
- Assaig, text en prosa que analitza, interpreta o avalua un tema. Sol estar caracteritzat per ser un escrit seriós i argumentat, per posseir un caràcter preliminar i per presentar arguments i opinions sustentades.
- Ensenyament general: És un subgènere didàctic que pretén fer partícip a cada persona d'una part de la cultura i les realitzacions pràctiques desenvolupades per la humanitat. Es subdivideix en lliçons, discursos, conferències i altres.
- Diàleg: és un subgènere molt cultivat a l'època clàssica i renaixentista, en el que es fa exposició de les idees de l'autor mitjançant el debat entre diversos personatges que poden tenir discussions en les que es tracten temes diversos. Històricament es va dividir en tres subgèneres: platònics, ciceronians i lucianescos.[cal citació]
- Tractat: és un subgènere didàctic extens en prosa, generalment escrit per a especialistes.
- Poema didàctic: Subgènere didàctic extens en vers, generalment destinats a profans en una matèria. Cal destacar els poemes didàctics d'Hesíode.
- Oratòria: És un subgènere didàctic en el que l'autor pretén convèncer només mitjançant la comunicació oral. Té els subgèneres del discurs, l'arenga (oratòria militar), la dissertació, el sermó i el panegíric, entre d'altres.